# Човирнешань
Човирнешань, Човирнешані (рум. Ciovârnășani) — село у повіті Мехедінць в Румунії. Входить до складу комуни Сісешть.
Село розташоване на відстані 257 км на захід від Бухареста, 21 км на північний схід від Дробета-Турну-Северина, 88 км на північний захід від Крайови.

## Населення
За даними перепису населення 2002 року у селі проживали 499 осіб.
Національний склад населення села:
| Національність | Кількість осіб | Відсоток |
| -------------- | -------------- | -------- |
| румуни         | 477            | 95,6%    |
| цигани         | 20             | 4,0%     |

Рідною мовою назвали:
| Мова      | Кількість осіб | Відсоток |
| --------- | -------------- | -------- |
| румунська | 488            | 97,8%    |
| циганська | 11             | 2,2%     |